# Сафаров Ахмед
Ахмед Сафаров (1913, кишлак, тепер Шахрінавського району, Таджикистан — ?) — радянський таджицький державний діяч, 1-й секретар Кулябського обласного комітету КП Таджикистану. Депутат Верховної ради Таджицької РСР. Депутат Верховної Ради СРСР 4-го скликання.

## Життєпис
Народився в родині ремісника. З 1931 року працював секретарем колгоспу «Кахрамон» Шахрінавського району.
У 1933—1934 роках навчався у Вищій комуністичній сільськогосподарській школі в місті Сталінабаді (Душанбе).
У 1934—1935 роках — 1-й секретар Мумінабадського районного комітету ЛКСМ Таджикистану.
З 1935 до 1937 року служив у Червоній армії.
У 1937—1938 роках — завідувач відділу пропаганди та агітації Гіссарського районного комітету ЛКСМ Таджикистану.
З 1940 до 1942 року служив у Червоній армії.
Член ВКП(б) з 1941 року.
У 1942—1943 роках — помічник секретаря, завідувач військового відділу Яванського районного комітету КП(б) Таджикистану.
У 1943—1944 роках — заступник завідувача організаційно-інструкторського відділу Сталінабадського обласного комітету КП(б) Таджикистану.
У 1944—1946 роках — 1-й секретар Курган-Тюбинського обласного комітету ЛКСМ Таджикистану.
У 1946—1947 роках — секретар Ворошиловабадського районного комітету КП(б) Таджикистану.
З 1947 до 1949 року — слухач Республіканської партійної школи при ЦК КП(б) Таджикистану.
У 1949—1952 роках — відповідальний організатор, заступник завідувача адміністративного відділу ЦК КП(б) Таджикистану.
У вересні 1952—1955 роках — 1-й секретар Кулябського обласного комітету КП Таджикистану.
У 1955—1958 роках — слухач Вищої партійної школи при ЦК КПРС у Москві.
У 1958—1960 роках — відповідальний організатор, завідувач відділу адміністративних, торговельно-фінансових та планових органів ЦК КП Таджикистану.
У серпні — грудні 1960 року — 1-й секретар Пянджського районного комітету КП Таджикистану.
У 1961—1970 роках — заступник директора цементного заводу в місті Душанбе.
У 1970—1974 роках — завідувач організаційного відділу виконавчого комітету Душанбінської міської ради депутатів трудящих.
Подальша доля невідома.

## Нагороди та звання
- орден Леніна
- орден «Знак Пошани»
- дві медалі